# Sabina Simmonds
Sabina Simmonds (* 17. April 1960 in London, Vereinigtes Königreich) ist eine ehemalige italienische Tennisspielerin.

## Karriere
Das Doppel-Halbfinale bei den Australian Open 1978 war ihr größter Grand-Slam-Erfolg. Dieses verlor sie an der Seite von Christine Matison mit 2:6, 6:3, und 2:6 gegen Naoko Satō/Pam Whytcross.
Von 1978 und 1984 spielte sie für die italienische Fed-Cup-Mannschaft. Von ihren 27 Partien gewann sie 13.

## Auszeichnungen
- WTA-Aufsteigerin des Jahres 1982